# Neophocaena asiaeorientalis
La neofocena dello Yangtze (Neophocaena asiaeorientalis Pilleri e Gihr, 1972) è un cetaceo dell'Asia orientale appartenente alla famiglia delle focene (Phocoenidae). Sebbene sia stata descritta nel 1972, è stata successivamente considerata una sottospecie della neofocena dell'Indo-Pacifico (N. phocaenoides). Tuttavia, dopo che gli studiosi hanno scoperto che le due specie sono isolate a livello riproduttivo, nonostante occupino areali limitrofi, la specie è stata nuovamente riconosciuta come valida nel 2011. Talvolta viene classificata in un'unica specie con la neofocena cinese (N. sunameri), diffusa in acque marine: in tale caso, le due forme vengono trattate come sottospecie (N. a. asiaeorientalis e N. a. sunameri).
Endemica del fiume cui deve il nome, in Cina, è l'unico cetaceo d'acqua dolce rimasto nel paese dopo la probabile estinzione del lipote (Lipotes vexillifer). In cinese mandarino è nota come jiangtun (江豚S, jiāngtúnP), lett. «maialino di fiume».

## Descrizione

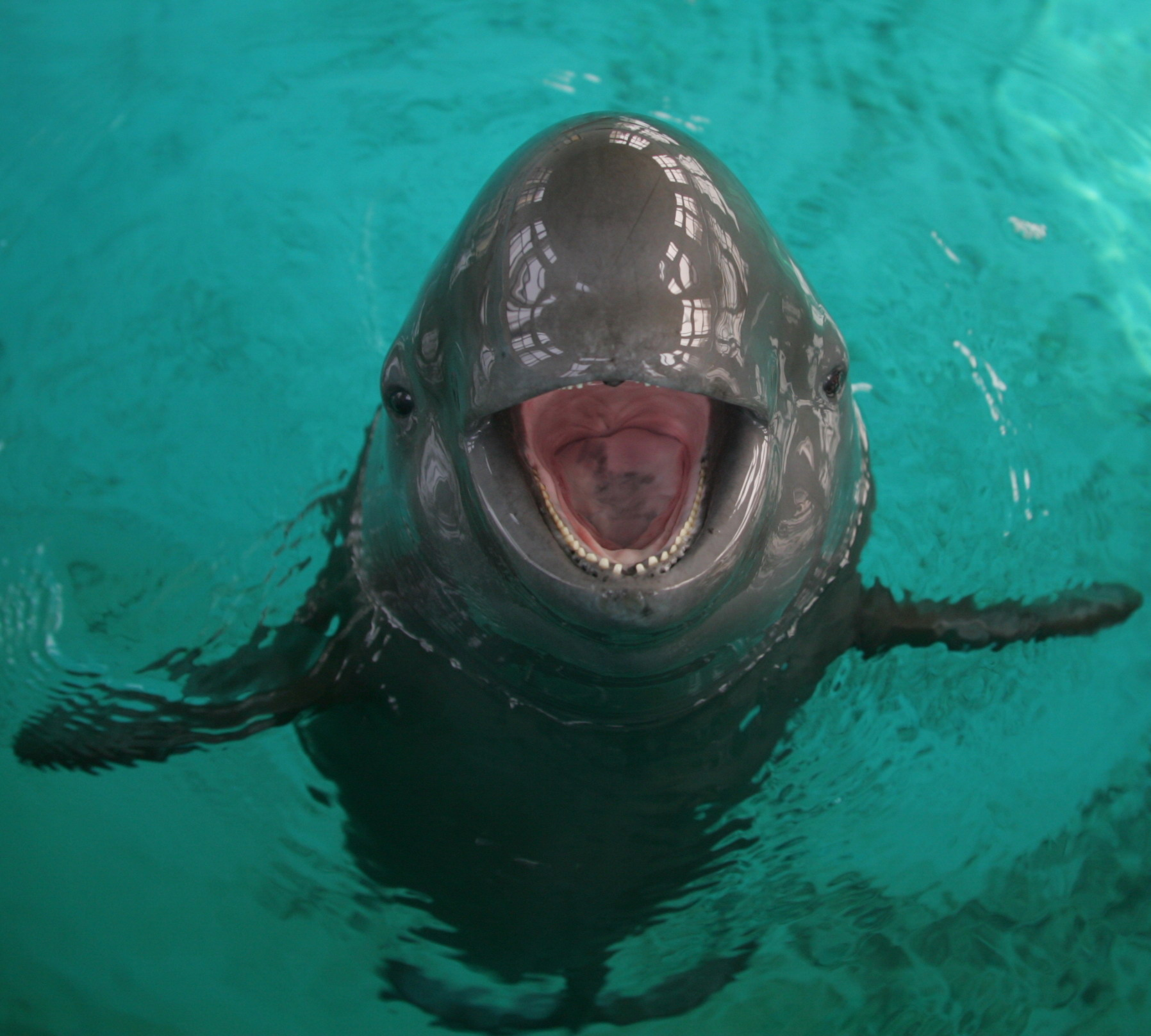
Esemplare in cattività.

Con una lunghezza di oltre 2,20 metri, la neofocena dello Yangtze è significativamente più grande della neofocena dell'Indo-Pacifico, che raggiunge una lunghezza massima di 1,70 metri. La fronte arrotondata si innalza ripida dal muso, il melone lievemente bulboso sovrasta spesso il labbro superiore, e la breve linea della bocca è leggermente incurvata verso l'alto: a quest'ultima caratteristica la specie deve il soprannome di «angelo sorridente». La lunghezza del cranio è di 21-29,5 cm (18-24,5 in N. phocaenoides). Il muso è largo e corto e misura 7,7-9,7 cm (6,2-9,2 in N. phocaenoides). Possiede da 16 a 21 denti per emimascella nella mascella superiore e da 15 a 20 in quella inferiore (rispettivamente da 15 a 22 e da 16 a 22 in N. phocaenoides). Entrambe le specie, tuttavia, sono prive della pinna dorsale, motivo per cui in inglese vengono chiamate finless porpoises («focene senza pinna»). Al posto di quest'ultima hanno una cresta carnosa sul dorso, provvista di file di tubercoli. La cresta, che nella focena dello Yangtze inizia prima della metà del dorso, è relativamente alta e può raggiungere un'altezza massima di 5,5 cm. I tubercoli sono disposti in un numero di file variabile da uno a dieci; comunque, pur essendo alta, la cresta dorsale è piuttosto stretta ed è larga solamente 0,2-1,2 cm. In N. phocaenoides, al contrario, la cresta dorsale inizia dietro alla metà del dorso ed è più bassa ma più larga (da 3,5 a 12 cm) e il numero di file di tubercoli va da 10 a 17, sebbene in casi eccezionali possano esservene nove o fino a 25.
Le neofocene dello Yangtze adulte sono di colore grigio scuro, a volte quasi nero, come i giovani delle altre neofocene. Vi sono zone più chiare su gola e genitali. N. phocaenoides, invece, presenta una colorazione prevalentemente grigia, con zone più chiare su gola e genitali, mentre N. sunameri è di colore grigio chiaro.

## Distribuzione e habitat
La neofocena dello Yangtze vive unicamente nel bacino idrografico del medio e basso corso del fiume; oltre che nello Yangtze, è presente nel lago Poyang e nel fiume che lo attraversa, il Gan Jiang, nel lago Dongting e nel suo più grande immissario, lo Xiang Jiang. Nello Yangtze la specie si spinge fino a circa 1600 km a monte dal suo estuario, più o meno fino alla città di Yichang. Vive unicamente in acque dolci.

## Biologia
La dieta della neofocena dello Yangtze può variare a seconda della stagione e delle prede prevalenti. Tale variazione alimentare fa ipotizzare che possa essere un predatore opportunista. Tra i pesci presenti nella sua dieta, i più comuni sono Coilia brachygnathus, Pseudobrama simoni, Tachysurus nitidus e Hemiculter bleekeri.
Generalmente la neofocena dello Yangtze vive da sola, in coppie o in piccoli gruppi. Nuota tipicamente appena sotto la superficie, con movimenti improvvisi, guizzanti, disturbando leggermente la superficie quando affiora, e tende a ruotare su un fianco. Talvolta salta emergendo dall'acqua, mostra la coda o compie spyhopping, ma solo occasionalmente breaching. Non pratica il bow-riding ed è intimidita dalle barche.
Si riproduce in aprile-maggio, dando alla luce un unico piccolo dopo una gestazione di circa 11 mesi. Le femmine partoriscono tendenzialmente ogni due anni. È una specie piuttosto longeva, che può vivere anche più di 33 anni.

## Rapporti con l'uomo
Dopo la possibile scomparsa del lipote e il rapido declino della popolazione, il governo cinese ha garantito alla neofocena dello Yangtze il massimo livello di protezione. Tuttavia, nel 2012 la situazione era divenuta così grave, a causa della mancanza di prede, dell'inquinamento e del traffico navale, che per essa gli studiosi stimarono un'elevata probabilità (86,06%) di estinguersi entro i prossimi 100 anni. Alle minacce suddette, bisogna aggiungere i danni provocati dall'inquinamento acustico subacqueo: quando i rumori nell'acqua superano la soglia acustica delle neofocene, la loro possibilità di sopravvivenza è fortemente messa a rischio.

### Minacce

#### Pesca
Le catture accessorie da parte di pescatori incauti possono costituire una seria minaccia per una specie divenuta così rara come la neofocena dello Yangtze. La pesca illegale con l'impiego di attrezzature pericolose, come le reti da posta, viene ampiamente praticata nello Yangtze. L'habitat preferito della neofocena si sovrappone in gran parte alle zone dove le reti da posta sono più numerose, il che rende la specie particolarmente vulnerabile agli impigliamenti e al successivo annegamento. Tuttavia, secondo una recente indagine su larga scala condotta dalla IUCN presso le comunità di pescatori lungo le rive dello Yangtze, la mortalità dovuta alle catture accessorie sembrerebbe essere diminuita negli ultimi due decenni, dato il declino del numero di esemplari, ed è improbabile che la pesca con le reti da posta sia stata la causa principale del loro declino. Fortunatamente, per proteggere la biodiversità del fiume, seriamente a rischio, il governo cinese, a partire dal 2020, ha introdotto un divieto di pesca di 10 anni nelle zone principali del fiume, divieto che, nel 2021, è stato esteso a tutti i corsi d'acqua naturali del fiume e dei suoi principali affluenti, oltre che nei corsi d'acqua naturali dei grandi laghi collegati allo Yangtze, come il lago Dongting e il lago Poyang.

#### Sviluppo antropico

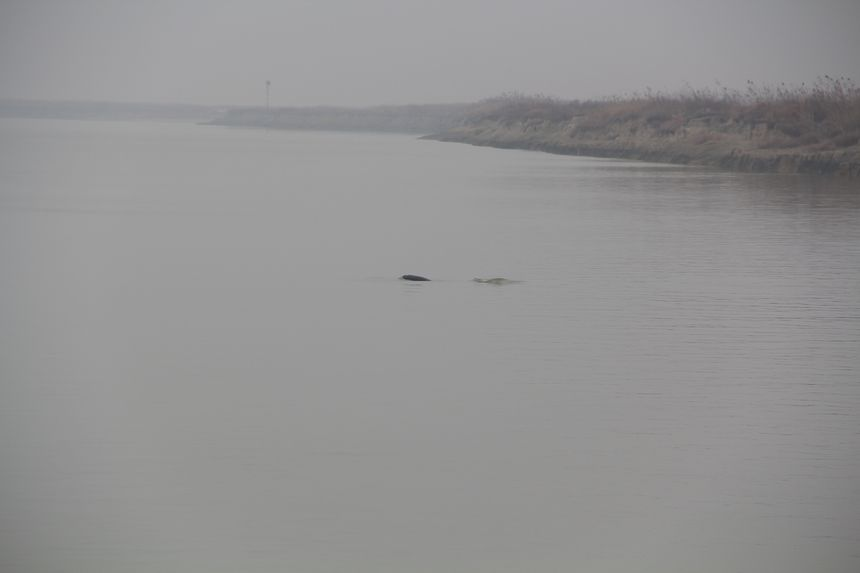
Neofocene nel lago Poyang.

Al declino della popolazione hanno contribuito l'aumento del traffico navale, l'inquinamento e il continuo degrado dell'ambiente fluviale. Oltre ad essere pericolose per gli esemplari che possono morire a seguito degli urti con le eliche, le navi sono anche dannose perché il rumore che producono può compromettere la capacità delle neofocene di comunicare con i propri simili, oltre a ostacolare il loro biosonar, rendendo più difficoltosi il foraggiamento e la locomozione. Il numero dei decessi correlati alle collisioni con le navi è aumentato notevolmente negli ultimi anni, a differenza di quelli provocati dalle catture accessorie.
L'estrazione di sabbia dai letti e dalle sponde di fiumi e laghi, attività particolarmente diffusa, ha portato alla distruzione di vasti tratti dell'habitat delle neofocene e delle loro prede, oltre a provocare altri problemi ambientali. Questo problema è particolarmente grave nei laghi Dongting e Poyang. Attualmente, lungo il bacino del fiume, vivono quattrocento milioni di esseri umani e ci sono migliaia di fabbriche, che scaricano enormi quantità di liquami domestici e rifiuti agricoli e industriali. Non è ancora stato dimostrato quanto questo possa influire sulla salute, sulla fertilità o sulla popolazione della neofocena dello Yangtze, ma nell'aprile 2004, nell'arco di una settimana, cinque esemplari sono morti nel lago Dongting a causa dell'esposizione a breve termine ai pesticidi, forse aggravata da una esposizione a lungo termine al mercurio e al cromo.
La costruzione delle dighe ha sconvolto seriamente l'ecosistema di fiumi e laghi, impedendo sia gli spostamenti delle neofocene tra lo Yangtze, i suoi affluenti e i laghi cui è collegato, che quelli delle loro prede. La diga delle Tre Gole, in particolare, ha alterato e continua tuttora a modificare l'equilibrio biologico a valle dello Yangtze. Inoltre, se verrà attuato il progetto di una diga sul lago Poyang, la situazione delle neofocene che vi vivono sarà irrimediabilmente compromessa.

### Conservazione

Un jiangtun («maiale di fiume») raffigurato sull'Enciclopedia Imperiale Gujin Tushu Jicheng (1700-1725).

La popolazione delle neofocene dello Yangtze è crollata del 52% tra il 1991 e il 2006, registrando un calo di almeno il 6,4% all'anno durante quel periodo. Nel 2008 gli studiosi stimarono che nel fiume principale vivesse una popolazione di 1100-1200 individui, scesa ad appena 500 esemplari circa alla fine del 2012, anche se ne rimanevano alcune centinaia nei sistemi lacustri interconnessi. Sempre nel 2012, gli esperti del World Wildlife Fund stimarono che il tasso di declino era accelerato del 13,7% all'anno. Nel 2017, tuttavia, il numero di esemplari complessivo era risalito a 1012. Grazie ai programmi di conservazione, i cetacei sono riapparsi in luoghi come Nantong, dove gli avvistamenti erano divenuti molto rari negli ultimi anni. Nel 2021, nel solo lago Poyang, sono stati individuati quasi 500 esemplari.
Il declino della popolazione è stato determinato in gran parte dalla massiccia crescita industriale in Cina dal 1990 in poi, che ha provocato un aumento del traffico navale e dell'inquinamento e, in definitiva, del degrado ambientale. Allo sviluppo sono correlate la costruzione di dighe e le attività di pesca illegale. Per proteggere la specie, il Ministero cinese dell'agricoltura ha garantito alla specie il massimo livello di protezione, rendendone illegale la cattura o il danneggiamento. Le misure di protezione attuate nella riserva naturale dell'ansa di Tian-e-Zhou hanno portato ad un aumento delle neofocene da cinque a quaranta in venticinque anni. L'Istituto di idrobiologia di Wuhan dell'Accademia cinese delle scienze sta collaborando con il World Wildlife Fund per garantire un futuro a questa specie e ha liberato cinque neofocene in un'altra zona ben protetta, l'ansa di He-wang-miao.
Con lo scopo di preservare la neofocena e il suo habitat, la Cina ha istituito cinque riserve naturali lungo lo Yangtze; inoltre, sono stati effettuati anche studi accurati sulla biologia di questo animale, in modo da consentirne la riproduzione in cattività. Nel Delfinario Baiji, istituito nel 1992 presso l'Istituto di idrobiologia dell'Accademia cinese delle scienze di Wuhan, vengono studiati i fattori comportamentali e biologici che influiscono sulla biologia riproduttiva della neofocena, come l'influsso che hanno i cambiamenti stagionali sugli ormoni riproduttivi.
La prima neofocena dello Yangtze è nata in cattività il 5 aprile 2005 nel Delfinario in Baiji di Wuhan.